# 血戰
《血戰》（原名：BLOOD+）是2005年Production I.G制作的日本電視動畫。全劇共50話，放映時間為2005年10月8日到2006年9月23日，由日本TBS系列電視台播出。《BLOOD+》虽然与2000年播出的剧场版动画《血戰：最後的吸血鬼》属于同一个世界观，但除了基本设定以外与前作没有任何联系，另外衍生作品有电影、游戏、輕小说及漫画等等。獲選為2005年第九屆日本新媒體動漫藝術節動畫部門推薦的作品。
香港由Animax於2006年9月24日先行播出第一集及第二集，並於2006年10月9日正式開始播放；台灣亦從2006年10月10日起在Animax播出。

## 劇情介紹
2005年日本的沖繩，被宮城喬治收作養女的高中生音無小夜，每天過著平靜的日子。她唯一所缺少的是一年多以前的記憶，而平静的生活也因神秘吸血智慧生物「翼手」的出現開始改變。
而哈吉則是一位身著黑色的衣服，演奏大提琴的謎樣青年。當他將一把與小夜命運與共的武士刀交給少女小夜之時，歷史的車輪終於開始滾動。
故事以小夜和翼手之間的戰鬥以及追尋小夜的身世之謎為主線，講訴了小夜等人在世界各地的冒險經歷，分成「沖繩篇」、「越南篇」、「俄羅斯篇」、「法國篇」、「英國篇」、「美國篇」六個部分。

## 登場人物

### 主要角色
音無小夜（聲優：喜多村英梨）
本作的主角。外表是個平凡的16歲女孩，完全沒有被收養前的記憶，住在沖繩，就讀商業高中，在學校田徑隊從事跳高運動，有非凡的運動能力，很怕寂寞，食量很大，卻完全不會發胖。武器為武士刀，當戰鬥時，虹膜會由黑色轉為紅色。
被捲入翼手事件，其血液具有殺死翼手的能力。因父親喬治去世而決定參與追查翼手事件，深入後意外發現事情關係到自己的身世，似乎並不單純。
其真實身分為翼手的女王，唯一能以血製造出騎士，亦是唯一能孕育下任女王的存在，而她們必為雙胞胎，彼此是姊妹的同時也是唯一能殺害彼此的存在。
在越南戰爭的殺戮後於宮城家祖墳沉睡三十年，醒來後喪失在越戰以前的記憶，被當成宮城家的女兒扶養，結局當中開始沉睡。
哈吉（聲優：小西克幸／進藤尚美（少年期））
身穿禮服，高挑瘦細的大提琴演奏者。右手以繃帶纏住，實際上是酷似翼手的手。平時沉默寡言，卻對即將發生的一切瞭如指掌。只默默地遵從小夜的心意，並在每一場戰鬥中盡最大的力量幫助小夜。
實際身分是音無小夜的騎士(修巴利耶)，在所有騎士(修巴利耶)中，他和陸從未以完全的翼手姿態出現過。
在後期透露，他自小被買來當小夜的玩伴，因要為小夜摘花跌落山谷，快死亡時喝了小夜的血成為音無小夜的騎士(修巴利耶)，最後一集與安謝爾共同埋在歌劇院裡，生死未卜。
後來凱在帶著迪娃的孩子去探望小夜時，在祭台前發現綁著哈吉經常使用的絲帶的粉玫瑰，暗示其倖存。

### 宮城家人物
宮城喬治（聲優：大塚芳忠）
參加過越戰的美國退伍軍人，性格直爽、身體強健。在沖繩經營一家居酒屋。妻女均在一場車禍中喪生；收養小夜及凱、里克兩個小孩。
清楚小夜的過去卻接受她，後來為了保護尚未覺醒的小夜，遭受到被注射D67的美軍攻擊受傷，住院期間被美軍帶去實驗。在尚未轉化成翼手失去理智前，拜託小夜結束其生命。（漫畫中並未被當作實驗、也沒有死去）
宮城凱（聲優：吉野裕行）
17歲，宮城家長子。個性急躁直率。一年前曾是棒球隊的明星投手，因一次肘部傷勢而被迫放棄棒球，之後不是與人打架就是騎著摩托車到處遊蕩。即使如此，始終是一個心地溫和，時時刻刻都為家人著想的人。
被捲入翼手事件，父親死後跟著小夜一行人繼續深入調查，在結尾扶養了小夜的姪女（歌姬的女兒）。
使用枪械：灰熊溫徹斯特麥格農
宮城陸（宮城里克）（聲優：矢島晶子）
14歲，宮城家次子。個性溫和老實。不討厭運動，卻不擅長。喜歡靜靜地看書，煮飯和洗衣服。很羨慕運動神經很好的哥哥。
父親喬治亡後，為少數聽的見歌姬聲音的人類，跟著小夜一行人繼續調查翼手事件。
中期在「動物園」中遇到歌姬並被吸食血液。為了拯救陸的生命，小夜不得不將自己的血輸給他。陸接受小夜的血之後成為了小夜的騎士（修巴利耶)）雖然得到了不必吃睡及身體自動復原的能力，卻仍舊沒有哈吉般的戰鬥能力而感到無力。後來歌姬在「赤盾」總部找到了他。先被歌姬強姦後，接著被歌姬的血殺害。（漫畫中先被歌姬擄走，正要強姦時忽然放棄）

### 組織「赤盾」
對抗翼手的神秘組織，其成員身上皆有一鑲崁結晶化的翼手血液的飾品以識身分。
大衛（聲優：小杉十郎太）
神秘組織「赤盾」的成員之一，扮演赤盾前線作戰指揮官的角色，幕後幫助著小夜，並與小夜一同追查消滅翼手。
本名不詳，曾是身經百戰、身手矯健的軍人，因所屬隊伍在越戰中被翼手殺害殘存，繼承父親遺志也加入赤盾，改成現在的名字，其名字於赤盾中也持有小夜的監視權的意義。
對感情異常遲頓，讓茱莉亞產生對牛彈琴的無奈。最終話與茱莉亞結婚且育有一子。
使用枪械：史密斯威森M500左輪手槍
茱莉亞·席爾法絲塔茵（聲優：甲斐田裕子）
神秘組織「赤盾」的成員之一，為負責翼手研究跟成員醫療工作的知性美女，在赤盾中主要負責研究與照顧小夜的身體狀況，對大衛抱有好感常常示好。
後期隨老師克林茲一起轉投到歌姬的陣營，然而卻因身為弟子的茱莉亞搶先了發現歌姬的位置而遭到克林茲的攻擊，幸得大衛搶救而免於遇害，事後大衛勸導她重返赤盾。最終話與大衛結婚且育有一子。
路易斯（聲優：長嶝高士）
神秘組織「赤盾」的成員之一，主要從事後備支援以及情報工作。曾任職於CIA，且當時與現在的身材差異極大，幾乎讓前CIA的同事認不出來。
在小夜與歌姬戰鬥之前的生活中，常常扮演眾人心靈導師的角色，可以稱得上是一個值得信賴的優秀夥伴。後期也參與了前線的戰鬥，喜歡使用大口徑的枪械。
使用枪械：弗蘭基SPAS-12戰鬥霰彈槍、M79榴彈發射器（僅出現動画版第49集）
克林茲·愛斯頓（聲優：梅津秀行）
神秘組織「赤盾」的副長官，茱莉亞的老師。阿爾加農大學時代的教授。
為了翼手研究成果所帶來的名譽而背叛赤盾，並因忌妒茱莉亞過人的才華而欲將其謀殺，被大衛阻止失敗後下落不明。

### 歌姬
DIVA（聲優：矢島晶子）
名字源自拉丁文——Diva（歌之女王）。小夜的雙胞胎妹妹，是「赤盾」最大的敵人。
雖然和小夜同時出生，但和受人照料長大的小夜不同，她自小被喬艾爾殘忍的監禁著，一直處在沒有食物、溫暖與關愛的環境中，沒有受到公序良俗的教育。姊姊小夜因為受到她深沉動人的歌聲吸引，從而有機會遇見她並放她出來，卻因為歌姬的飢餓而導致了悲劇的發生。
長久以來活躍在諸多歷史事件的幕後。後期吸乾里克的血，在發現里克成為小夜的騎士(修巴利耶)後強姦他，最後用自己的血殺害里克，並誕下一對女雙胞胎，死於小夜的血。
安謝爾·歌爾德史密斯（聲優：中田讓治）
DIVA的騎士(修巴利耶)之首，統領其他四位騎士(修巴利耶)的大哥，把DIVA跟世界的變革當做自己的實驗，能化身為別人的容貌，實力為所有騎士之首。
依時間分析應是喬艾爾‧歌爾德修米特二世的弟弟，與喬艾爾二世發現了小夜與迪娃的母親-米娜，並一同進行翼手的相關研究。想將歌姬佔為己有，為了進行對歌姬的研究而成為DIVA的騎士(修巴利耶)，也為了得到與研究相關的資源而握有世界各地的政商關係。
（聲優：名塚佳織）
DIVA的騎士(修巴利耶)中的老二，為模特兒。擁有著可自由身縮的身體跟飛行能力。
俄羅斯革命後擬態名為索妮亞的少女躲於農村，因索妮亞父親奇怪的人體研究實驗(血都會被抽乾)而不受歡迎。
2年後遇到剛好前來的小夜，被一名老婦襲擊後反殺死老婦而與小夜戰鬥，原本要與安謝爾一起逃卻決意留下斷後，在哈吉捨命阻擋下戰死，死於1918年。
馬丁·鮑曼（聲優：無）
DIVA的騎士(修巴利耶)中的老三，為模特兒。
活躍在希特勒身旁，後擬態為希特勒的愛人這點惹怒安謝爾，1945年被安謝爾授命索羅門殺死。
索羅門·歌爾德史密斯（聲優：辻谷耕史）
DIVA的騎士(修巴利耶)中的老四。雙手的手能化為劍。
法國Sankufureshu製藥公司的CEO，在索羅門經手之下僅僅5年就從小公司發展成世界級大企業。秘密研究著D67。
自從遇見小夜後就愛上了她，想永遠和小夜在一起，並在小夜處於危急關頭時多次出手相助。他深知小夜對他和歌姬的其他騎士(修巴利耶)是一個致命的威脅，即便如此，他為了小夜不惜和DIVA的騎士(修巴利耶)們發生衝突甚至脫離DIVA，協助小夜解決詹姆士後，自己也因中劍，最後在安謝爾面前石化。
漫畫中為歌姬唯一存活的騎士，在紐約歌劇院被安謝爾用特殊子彈打的身體支離破碎，然後被范·阿爾加諾給拼湊起來。事後本來想對小夜進行分娩計劃，但因為小夜要進入沈睡因此將計劃停擺。
卡爾·費伊奧（聲優：佐佐木望）
DIVA的騎士(修巴利耶)，五名騎士(修巴利耶)中排行第五，越南Sankufureshu支部的工廠長兼某貴族女校的理事長。
他在越南貴族女校時，被小夜發現曾與其戰鬥但未分勝負。對小夜及DIVA有著瘋狂的愛戀，但在小夜身上發現與自己相似的孤獨感，因此對小夜的愛戀程度遠高於DIVA，與小夜同歸於盡也在所不惜，經常不理會安謝爾的命令而擅自行動，最後在英國被小夜斬殺。
漫畫中的身高形象不同，看似與里克相同並且還成為好友。
詹姆士·艾昂賽德（聲優：大川透）
DIVA五名騎士(修巴利耶)之一，排行老六，為黑人籍的美軍航空母艦副艦長，對DIVA有絕對的忠誠，迷戀DIVA，當DIVA嫌棄他的身體因重新拼湊而變醜時，恨意轉為瘋狂，想取得小夜的首級，死於小夜的劍，武器為最堅硬的外皮及身上的飛針。
內森·瑪拉（聲優：藤原啟治）
DIVA五名騎士(修巴利耶)之一，排行老么。歌劇名人也是歌劇院院長，常將事情與藝術扯上關係，平時做事感覺懶散、輕浮，從未認真戰鬥過，喜歡捉弄容易認真的詹姆士。
認為世界為DIVA的舞台，對安謝爾把DIVA當作自己實驗的做法非常不認同，曾在英國歌劇院內救了小夜一命。
真實身份不明，但曾在英國歌劇院內以「不想親子相殘」來勸哈吉，而且在與安謝爾的對話中暗示自己為小夜及DIVA母親─米娜的騎士(修巴利耶)，因此見證了世界長久以來的變遷。是一個真正看透翼手事件的人，結尾證實仍然存活（喬裝成記者參與採訪）。
范·阿爾加諾（聲優：諏訪部順一）
D67的指揮官。極嗜吃梅子口味的糖果，也常拿糖果捉弄人。在家中5兄弟排行老么。
在索羅門下負責D67的研究。因索羅門隱藏太多機密投於安謝爾手下。後任於美國Sankufureshu支部的CEO。

### 其他人物
岡村昭宏（聲優：伊藤健太郎）
動畫版原創人物。琉球毎日新聞的記者，因家父當年參加越戰時遇到小夜暴走拍下的翼手照片而對翼手的相關事件產生莫名的好奇感，而展現出如私家偵探的調查能力。在越南得到的萄葡酒瓶上，發現與法國相關的線索，卻苦於旅費不足，由於真央的出資而一同前往法國，並逐步接近翼手事件的中心。
謝花真央（聲優：小清水亞美）
凱的同校生。很喜歡凱，父親是日本一暴力團--謝花組的首領。為了尋找跟小夜一起離開日本的凱，而從家裡偷走5000萬元的現金，與記者岡村而一起追查翼手事件。
後期和岡村一同卷入小夜與DIVA的戰鬥之中，並發現了凱對小夜的心意，並試圖以體貼的方式來搓合雙方。
動畫中的出場戲份比漫畫更多。

## 用語
翼手
能偽裝成人類的吸血智慧生物。有著銳利的爪子和牙齒的還有似蝙蝠的翼，擁有高速的再生能力，完全不同人類的吸血鬼，但牠平時能夠化為人形融入到人類當中，一旦渴望鮮血就會變身攻擊生物。翼手的生態和個數都不為人知，那是因為有「人類中的吸血鬼」同時存在，使得翼手的存在被封印著，不被一般社會所知道。而神秘組織「赤盾」就是為了殲滅翼手而秘密活動著。
紅盾
由喬艾爾家族所創立的神秘組織，每一代繼承者都必須承諾接受喬艾爾家族的責任與義務才能夠繼承所有財產，包括喬艾爾‧歌爾德修米特之名。初代喬艾爾成立紅盾是為了研究人類初次發現的翼手，以及初代翼手體內的兩個繭─也就是小夜與歌姬。同時，初代喬艾爾也在研究中發現當小夜與歌姬的血液相混時，則會發生結晶現象。而關於小夜與歌姬等一系列的研究，亦被記載於「喬艾爾日記」中，並由喬艾爾家族繼承者代代相傳。喬艾爾‧歌爾德修米特(喬艾爾三世)為了結束家族所造成的罪業，而傾盡財產和力量致力於殲滅不斷出現的翼手。現成員約百人，皆因為翼手關係而加入。
開端之處
在小夜和宮城家的人口中，是沖繩某個用大石砌成的地方，擺放著宮城家的人的靈位，中間有著一個像蜘蛛網般的繭，也是小夜沉睡和甦醒的地方。在歌姬的騎士口中，開端之處亦代表「動物園」，歌姬與小夜誕生的地方。
動物園
歌姬的騎士口中的「開端之處」，是歌姬和小夜開始與生活的地方。小夜在動物園裡與哈吉生活,亦是歌姬被囚禁的地方。小夜甦醒後,成為了歌姬與她的騎士所藏身的地方。
騎士
騎士是實力最強的翼手的通稱，要成為騎士都必須直接飲用小夜或歌姬的血，而成為騎士則會具備不老、不餓、不睏與身體自動復原等能力，但仍需要飲用其他人的血液（需求量極低）。騎士具有人類的思考、情感與行為等能力，並可保持人類原來的外觀，在戰鬥中則可將部分身體變化成翼手的狀態等，這些是與被人工製造的翼手的不同之處。騎士可視為女王身邊的騎士，透過血的契約服從「女王」的命令，卻也保有自己的個性。由於小夜或歌姬可以透過飲用騎士的鮮血來活命，因此騎士也可視為專為「女王」而存在的騎士。小夜或歌姬的存在，對每個騎士則有不同的意義，因此女王與騎士的關係並非絕對。另外，只有其中一方的騎士可以與另一方的女王繁殖下一代，如歌姬和陸。
西夫
僅出現動畫版。
由安謝爾秘密研究製造出來的第一代「士兵」，目的是做為專用於殲滅翼手的士兵，其戰鬥能力接近騎士。身為第一代「士兵」的西夫，雖然如同騎士具有人類的思考、情感與行為能力，以及不老、不餓、不睏與身體自動復原等特性，但最大的差別在於有時限的生命與不能曝露在陽光下以及對血液的需求。由於西夫是以殲滅翼手為目的所製造，只給予了最低限度的教育，因此西夫不具備與人相處的基本觀念。其中有十個西夫為了追求更永恆的生命而逃出研究設施，但由於得到錯誤的訊息而與小夜等人發生戰鬥，雖然藉由凱的幫助而開始互相了解，卻仍無法擺脫「印」的威脅。逃離的西夫中的魯魯(ルルゥ)似乎是「有限生命」的瑕玼品，而成為唯一的倖存者，最後與凱等人回到沖繩展開新生活。
Delta67
由歌姬的血液制造出來的血漿，能將人類變成翼手，變成翼手後將失去理智，本能地不停殺人。
印
安謝爾在研究中所製造出有限生命的戰鬥士兵，「印」就是這類士兵死亡的徵兆，一旦「印」佈滿全身後，則戰鬥士兵將自動消滅而死亡。

## 歷史年表
以下為血戰官方歷史年表：
- 1833年 - 小夜與歌姬誕生
- 1859年 - 達爾文發表「物種起源」
- 1863年 - 小夜擁有不老的能力和特殊的血液以及歌姬的存在被發現
- 1870年代 - 為了關於小夜生殖能力的研究，將12歲的哈吉迎入
- 1883年 - 小夜與歌姬釋放。死屍復蘇襲擊人類的事例不斷發生。以後稱呼這些死屍為「翼手」。「赤盾」成立。
- 19世紀末 - 小夜突然昏睡，休眠期約30年
- 20世紀初 - 小夜覺醒。歌姬與翼手到俄國
- 1914年 - 第一次世界大戰開始
- 1917年 - 俄國革命爆發，歌姬曾擬態並冒名為尼古拉二世的第四女兒安娜塔西亞
- 1918年 - 第一次世界大戰終結
- 1939年 - 第二次世界大戰開始
- 1965年 - 越南戰爭開始
- 1972年 - 越南確認有翼手存在。除襲擊翼手外，暴走的小夜連軍人和普通人也襲擊，哈吉被小夜砍掉右手腕
- 1975年 - 越南戰爭結束
- 2002年 - 赤盾的長官就任
- 2004年 - 小夜在沖縄覺醒。失去記憶，在宮城家生活
- 2005年 - 小夜與哈吉再次見面。捲進和翼手的戰爭

## 製作人員
- 原作：Production I.G、Aniplex
- 企画：竹田青滋
- 監督、故事構成：藤咲淳一
- 角色设计：箸井地圖
- 美术监督：东润一 → 卫藤功二
- 色彩设定：片山由美子
- 动画人物、總作画監督：石井明治
- 机械设定：寺冈贤司
- 设定协力：寺田克也
- 企画協力：押井守
- 音乐：Mark Marcina
- 音乐制作：漢斯·季默
- 音响制作人：山田稔
- 音响演出：岩浪美和
- 动画制作人：大松裕
- 出品：诸富洋史、丸山博雄、落越友则、森下胜司
- 监制：胜股英夫、石川光久
- 制作：Production I.G

### 配音員
- 音無小夜：喜多村英梨
- 哈吉：小西克幸
- 宮城凱：吉野裕行
- 宮城陸：矢島晶子
- 宮城喬治：大塚芳忠
- 大衛：小杉十郎太
- 路易斯：長嶝高士
- 茱莉亞‧席爾法絲塔茵：甲斐田裕子
- 馮‧阿爾傑諾：諏訪部順一
- 岡村昭宏：伊籐健太郎
- 謝花真央：小清水亞美
- 金城香：門脅舞以
- 喬艾爾(第6代)：石田彰
- 索羅門‧歌爾德史密斯：辻谷耕史
- 安錫爾‧歌爾德史密斯：中田讓治
- 卡爾·費伊奧（幻影）：佐佐木望
- 內森‧瑪拉：籐原啟治
- 詹姆士：大川透
- 莫賽斯：矢薙直樹
- 克拉拉：朴璐美
- 歌姬：矢島晶子
- モーゼス：矢剃直树
- カルマン：野岛健児
- イレーヌ：豊口めぐみ
- ルルゥ：齋藤千和
- ダーズ：西前忠久
- グドリフ：游佐浩二
- ギー：福山润
- グレイ：菅生隆之
- モニーク：名冢佳织
- ハヴィア：门脇舞
- ナハビ：森永理科

## 主題曲

### 片頭曲
- 第一片頭曲：「青空之淚」

歌：高橋瞳
作詞：高橋瞳、渡邊、作曲：田中秀典、編曲：安原兵衛
（1 - 13話）
- 第二片頭曲：「SEASON'S CALL」

歌：HYDE
作詞：HYDE、作曲：KAZ、編曲：KAZ、HYDE
（14 - 25話）
- 第三片頭曲：「Colors of the Heart」

歌：UVERworld
作詞：TAKUYA∞、Alice ice、作曲：TAKUYA∞、編曲：UVERworld、平出悟
（26 - 38話）
- 第四片頭曲：「雷音」

歌：(Jinn)
作詞：、作曲：、編曲：
（39 - 50話）

### 片尾曲
- 第一片尾曲：「千言萬語」

歌：元千歲
作詞：HUSSY_R、作曲：田鹿祐一、編曲：常田真太郎（無限開關）
- 第二片尾曲：「CRY NO MORE」

歌：中島美嘉
作詞：康珍化、作曲：Linsei、編曲：河野伸
- 第三片尾曲：「This Love」

歌：Angela Aki
作詞：Angela Aki、作曲：Angela Aki、編曲：松岡基樹 ＆ Angela Aki
- 第四片尾曲：「Brand New Map」

歌：K
作詞：立田野純、作曲：和田昌哉、編曲：Jin Nakamura、和田昌哉

## 各話列表
| 話數       | 播放日         | 日文標題 | 中文標題              | 腳本       | 分鏡                          | 演出       | 作畫監督                    |
| 沖繩篇     | 沖繩篇         | 沖繩篇   | 沖繩篇                | 沖繩篇     | 沖繩篇                        | 沖繩篇     | 沖繩篇                      |
| ---------- | -------------- | -------- | --------------------- | ---------- | ----------------------------- | ---------- | --------------------------- |
| Episode-1  | 2005年 10月8日 |          | 初吻                  | 藤咲淳一   | 松本淳                        | 松本淳     | 石井明治                    |
| Episode-2  | 10月15日       |          | 魔法的語言            | 大松裕     | 神楽坂時市                    | 高橋順     | 植田実                      |
| Episode-3  | 10月22日       |          | 開端的場所            | 櫻井圭記   | 工藤進                        | 太田知章   | 宮前真一                    |
| Episode-4  | 10月29日       |          | 危險的少年            | 菅正太郎   | 弥佐吉                        | 譽田晶子   | 大久保徹                    |
| Episode-5  | 11月5日        |          | 前往黑森林的彼方      | 後藤みどり | 佐山聖子                      | 佐野隆史   | 中澤勇一 中本尚子           |
| Episode-6  | 11月12日       |          | 父親的手              | 森田繁     | 勇徹夫                        | 浦田保則   | 福島豊明                    |
| Episode-7  | 11月19日       |          | 我必須所做的          | 藤咲淳一   | 竹内一義                      | 粟井重紀   | 宮前真一                    |
| 越南篇     |                |          |                       |            |                               |            |                             |
| Episode-8  | 11月26日       |          | Phantom Of the School | 吉田玲子   | 弥佐吉                        | 譽田晶子   | 大久保徹                    |
| Episode-9  | 12月3日        |          | 各自的彩虹            | 菅正太郎   | 佐山聖子                      | 佐山聖子   | 塩谷直義                    |
| Episode-10 | 12月10日       |          | 想要見你              | 森田繁     | 佐野隆史                      | 佐野隆史   | 小林利充                    |
| Episode-11 | 12月17日       |          | 舞會之後              | 櫻井圭記   | 中津環                        | 大和直道   | 植田実                      |
| Episode-12 | 12月24日       |          | 受白霧之邀請          | 菅正太郎   | 工藤進                        | 羽生尚靖   | 渡辺純子                    |
| Episode-13 | 2006年 1月7日  |          | 叢林天堂              | 菅正太郎   | 紅優                          | 浦田保則   | 福島豊明                    |
| 沖繩篇     |                |          |                       |            |                               |            |                             |
| Episode-14 | 1月14日        |          | 最後的星期日          | 吉田玲子   | 神楽坂時市                    | 小澤一浩   | 越智信次                    |
| Episode-15 | 1月21日        |          | 想去追你              | 森田繁     | 小林哲也                      | 小林哲也   | 中澤勇一 中本尚子           |
| 俄羅斯篇   |                |          |                       |            |                               |            |                             |
| Episode-16 | 1月28日        |          | 西伯利亞特快車        | 砂山藏澄   | 雲井一夢                      | 大和直道   | 植田実                      |
| Episode-17 | 2月4日         |          | 約定-你還記得嗎?      | 藤咲淳一   | 大和直道                      | 安藤健     | 山沢実                      |
| Episode-18 | 2月11日        |          | 葉卡特琳堡之月        | 菅正太郎   | 弥佐吉                        | 譽田晶子   | 大久保徹                    |
| Episode-19 | 2月18日        |          | 屈服                  | 森田繁     | 松尾慎                        | 羽生尚靖   | 宮前真一                    |
| 法國篇     |                |          |                       |            |                               |            |                             |
| Episode-20 | 2月25日        |          | 騎士                  | 櫻井圭記   | 島崎奈奈子                    | 島崎奈奈子 | 飯田宏義                    |
| Episode-21 | 3月4日         |          | 酸的葡萄              | 砂山藏澄   | 佐山聖子                      | 佐山聖子   | 小谷杏子                    |
| Episode-22 | 3月11日        |          | 動物園                | 吉田玲子   | 佐野隆史                      | 川崎滿     | 小林利充                    |
| Episode-23 | 3月18日        |          | 兩人的騎士            | 菅正太郎   | 青木英                        | 青木英     | 福島豊明                    |
| Episode-24 | 3月25日        |          | 輕柔的歌聲            | 森田繁     | 金子伸吾 大和直道             | 上田茂     | 山本善哉 渡辺るりこ         |
| Episode-25 | 4月1日         |          | 赤盾                  | 吉田玲子   | 羽生尚靖                      | 所俊克     | 宮前真一                    |
| Episode-26 | 4月8日         |          | 小夜的追隨者          | 砂山藏澄   | 高橋順                        | 高橋順     | 小村方宏治                  |
| Episode-27 | 4月15日        |          | 我愛巴黎              | 菅正太郎   | 雲井一夢                      | 大和直道   | 大久保徹                    |
| Episode-28 | 4月22日        |          | 限制的事物            | 森田繁     | 松林唯人                      | 松林唯人   | 高村和宏                    |
| Episode-29 | 4月29日        |          | 被詛咒的血            | 橫手美智子 | 玉川達文、松本淳 譽田晶子     | 譽田晶子   | 小谷杏子                    |
| Episode-30 | 5月6日         |          | 喬艾爾的日記          | 砂山藏澄   | 古川順康                      | 古川順康   | 松原豊                      |
| Episode-31 | 5月13日        |          | 崩壞的盾              | 吉田玲子   | 大和直道                      | 黑田幸生   | 野本正幸                    |
| Episode-32 | 5月20日        |          | 當男孩遇到女孩        | 菅正太郎   | 工藤進                        | 工藤進     | 福島豊明、石井明治 飯田宏義 |
| 英國篇     |                |          |                       |            |                               |            |                             |
| Episode-33 | 5月27日        |          | 堅信的力量            | 森田繁     | 佐野隆史                      | 浜崎賢一   | 小林利充 中本尚子           |
| Episode-34 | 6月3日         |          | 我們所在的世界        | 橫手美智子 | 神楽坂時市                    | 長濱亘彥   | 山本善哉                    |
| Episode-35 | 6月10日        |          | 沒有希望的明天        | 吉田玲子   | 羽生尚靖                      | 羽生尚靖   | 宮前真一                    |
| Episode-36 | 6月17日        |          | 擦身而過的思念        | 砂山藏澄   | 島崎奈奈子、譽田晶子 大久保徹 | 譽田晶子   | 大久保徹                    |
| Episode-37 | 6月24日        |          | 交錯的思念            | 菅正太郎   | 鐮倉由實                      | 鐮倉由實   | 小村方宏治                  |
| Episode-38 | 7月1日         |          | 決戰之島              | 森田繁     | 菊地聡延                      | 宮田亮     | 日向正樹                    |
| Episode-39 | 7月8日         |          | 再一次的魔法語言      | 橫手美智子 | 松林唯人                      | 松林唯人   | 小谷杏子                    |
| Episode-40 | 7月15日        |          | 騎士之夢              | 菅正太郎   | 山内重保                      | 山内重保   | 黄瀬和哉                    |
| 美國篇     |                |          |                       |            |                               |            |                             |
| Episode-41 | 7月22日        |          | 我的所在之處          | 砂山藏澄   | 雲井一夢                      | 岡村正弘   | 小林利充 中本尚子           |
| Episode-42 | 7月29日        |          | 歌聲響起              | 森田繁     | 宮地昌幸                      | 譽田晶子   | 大久保徹 永島明子           |
| Episode-43 | 8月5日         |          | 紛亂的心              | 吉田玲子   | 松園公                        | 糸賀慎太郎 | 小村方宏治 小谷杏子         |
| Episode-44 | 8月12日        |          | 光芒之中              | 菅正太郎   | 羽生尚靖                      | 羽生尚靖   | 宮前真一                    |
| Episode-45 | 8月19日        |          | 向著太陽的手心        | 砂山藏澄   | 松林唯人                      | 藤咲淳一   | 飯田宏義、芝美奈子 小林利充 |
| Episode-46 | 8月26日        |          | 願明天好天氣          | 森田繁     | 神楽坂時市                    | 立仙裕俊   | 阿部惠美子 松井誠           |
| Episode-47 | 9月2日         |          | 超越所有的鮮血        | 吉田玲子   | 隆一郎                        | 高島大輔   | 大久保徹、山本善哉 飯田宏義 |
| Episode-48 | 9月9日         |          | 摩天樓歌劇院          | 菅正太郎   | 雲井一夢                      | 糸賀慎太郎 | 小谷杏子 宮前真一           |
| Episode-49 | 9月16日        |          | 兩名女王              | 砂山藏澄   | 山内重保                      | 山内重保   | 石井明治、福島豊明 飯田宏義 |
| Episode-50 | 9月23日        |          | 船到橋頭自然直        | 藤咲淳一   | 松本淳                        | 松本淳     | 石井明治 小村方宏治         |

## 衍生作品

### 漫畫
《BLOOD+》
故事情節接近電視動畫版內容的漫畫。
- 故事背景：公元2005年的沖繩
- 故事簡介：在沖繩過著平靜日子的音無小夜失去了一年前的全部記憶。為什麼會喪失記憶？在取回全部記憶的那一刻，小夜的生活也將發生巨變。因為小夜背負著一項重大的使命！

| 冊數 | 角川書店       | 角川書店               | 台灣角川      | 台灣角川              |
| 冊數 | 發售日期       | ISBN                   | 發售日期      | ISBN                  |
| ---- | -------------- | ---------------------- | ------------- | --------------------- |
| 1    | 2005年12月21日 | ISBN 978-4-04-713773-8 | 2007年8月8日  | ISBN 978-986-174409-4 |
| 2    | 2006年4月21日  | ISBN 978-4-04-713806-3 | 2007年9月15日 | ISBN 978-986-174435-3 |
| 3    | 2006年8月24日  | ISBN 978-4-04-713846-9 | 2007年11月2日 | ISBN 978-986-174502-2 |
| 4    | 2006年12月21日 | ISBN 978-4-04-713884-1 | 2008年1月9日  | ISBN 978-986-174567-1 |
| 5    | 2007年4月24日  | ISBN 978-4-04-713916-9 | 2008年1月30日 | ISBN 978-986-174596-1 |

《BLOOD+ A（Adagio）》（BLOOD+ A（アダージョ））
以俄羅斯革命前夜為舞台的外傳漫畫。
- 故事背景：公元1916年的俄羅斯
- 故事簡介：上個世紀初羅阿‧羅曼諾夫王朝統治時期。一名少女和手持大提琴的青年出現在這個國家的首都聖彼得堡。在俄羅斯帝國發生革命的前夕，社會動盪不安。黑暗的勢力也蠢蠢欲動。而小夜與哈吉兩人接下了頭一項任務，以共產革命前夕的羅曼諾夫王朝宮廷為舞台，同時結合了末代沙皇一家慘遭殺害的歷史故事，人類與翼手慘烈無比的鬥爭正式揭開序幕。

| 冊數 | 角川書店       | 角川書店               | 台灣角川       | 台灣角川              |
| 冊數 | 發售日期       | ISBN                   | 發售日期       | ISBN                  |
| ---- | -------------- | ---------------------- | -------------- | --------------------- |
| 1    | 2006年4月21日  | ISBN 978-4-04-713807-0 | 2007年12月14日 | ISBN 978-986-1745558  |
| 2    | 2006年12月21日 | ISBN 978-4-04-713886-5 | 2008年1月5日   | ISBN 978-986-174568-8 |

這個故事看起來與發生在2005年的《BLOOD+》故事有所關聯，這其中隱藏了整個系列故事的關鍵！
《BLOOD+ 夜行城市》
- 故事背景：公元1993年的香港
- 故事簡介：1993年的香港還沒有回歸。在已經變成一片廢墟的九龍城寨一位名叫哈吉的青年拉著大提琴。在他出現的同時這裡也發生了連續殺人案，整個香港正在逐漸變成妖魔的城市。

| 冊數 | 角川書店      | 角川書店               | 台灣角川      | 台灣角川              |
| 冊數 | 發售日期      | ISBN                   | 發售日期      | ISBN                  |
| ---- | ------------- | ---------------------- | ------------- | --------------------- |
| 全   | 2006年4月21日 | ISBN 978-4-04-713810-0 | 2008年2月19日 | ISBN 978-986-174597-8 |

《BLOOD＋ 夜行城市》是《BLOOD+》的前夜譚，主角是小夜的騎士－哈吉。整個故事在描寫哈吉斬妖除魔的過程中也會描寫到與小夜之後故事相關的情節。

### 小說
以電視動畫版為基礎的映畫小說版。
《BLOOD+》全4卷
| 冊數 | 角川書店       | 角川書店               |
| 冊數 | 發售日期       | ISBN                   |
| ---- | -------------- | ---------------------- |
| 1    | 2006年4月28日  | ISBN 978-4-04-425405-6 |
| 2    | 2006年8月31日  | ISBN 978-4-04-425406-3 |
| 3    | 2006年12月28日 | ISBN 978-4-04-425407-0 |
| 4    | 2007年4月28日  | ISBN 978-4-04-425408-7 |

《BLOOD＋ 俄羅斯玫瑰》（ ）全2卷
| 冊數 | 角川書店      | 角川書店               |
| 冊數 | 發售日期      | ISBN                   |
| ---- | ------------- | ---------------------- |
| 1    | 2006年4月28日 | ISBN 978-4-04-446405-9 |
| 2    | 2006年8月31日 | ISBN 978-4-04-446406-6 |

《BLOOD#》全1卷
著作 - 藤咲淳一、插畫 - 箸井地圖、原作 - Production I.G・Aniplex。
Mag Garden刊行、2017年2月28日發售、ISBN 978-4-80-000657-8。
由監督藤咲氏所執筆的BLOOD+後日談小說。

## 遊戲
- PSP遊戲：Blood+～Final Peace～
- PS2遊戲：BLOOD+ 一夜之吻
- PS2遊戲：BLOOD+ 雙翼的輪舞曲